# ورسای (مجموعه تلویزیونی)
ورسای (انگلیسی: Versailles) یک سریال تلویزیونی داستانی و تاریخی و نمایش تلویزیونی فرانسوی است که در زمان ساخت کاخ ورسای در زمان سلطنت لوئی چهاردهم روایت می‌شود که در ۱۶ نوامبر ۲۰۱۵ در کانال پلاس پخش شد. در فرانسه و در سوپر کانال در کانادا، در مه ۲۰۱۶ در بی‌بی‌سی دو در بریتانیا، و در ۱ اکتبر ۲۰۱۶ در Ovation در ایالات متحده. فصل دوم قبل از پخش فصل اول سفارش داده شد. فیلمبرداری فصل دوم در فوریه ۲۰۱۶ آغاز شد. داستان آن چهار سال پس از فصل اول اتفاق می‌افتاد. فصل دوم در ۲۷ مارس ۲۰۱۷ در فرانسه پخش شد و از ۲۱ آوریل ۲۰۱۷ در بریتانیا پخش شد. در ۱۴ سپتامبر ۲۰۱۶، کلود چلی، تهیه‌کننده، تأیید کرد که ورسای برای فصل سوم تمدید شده‌است، که فیلمبرداری آن در آوریل ۲۰۱۷ آغاز شد. در ۱۷ آوریل ۲۰۱۸، ورایتی گزارش داد که فصل سوم ورسای آخرین فصل آن خواهد بود.

## داستان
در پی شورش فروند در سال ۱۶۶۷، اشراف فرانسوی شروع به سرپیچی و نافرمانی از سلطنت کردند. پادشاه جوان لوئی چهاردهم (جرج بلگدن) تصمیم می‌گیرد به عنوان وسیله ای برای تحمیل تسلیم، دربار را از قلعه سن ژرمن در نزدیکی پاریس به کلبه شکار سابق پدرش در نزدیکی دهکده ورسای منتقل کند. با بازسازی و گسترش کاخ ورسای اشراف - که از محیط معمولی خود آواره شده بودند اما مجبور به احاطه کردن پادشاه شدند - درگیر دسیسه‌های خطرناک‌تر می‌شوند.